# Гай Аппулей Дециан (народный трибун)
Гай Аппуле́й Дециа́н (лат. Gaius Appuleius Decianus; родился предположительно в 126 году до н. э. — умер после 98 года до н. э.) — римский политический деятель, народный трибун в 99 или 98 году до н. э. Пытался отомстить за гибель Луция Аппулея Сатурнина, но потерпел поражение.

## Биография
Судя по имени, Гай изначально принадлежал к плебейскому роду Дециев, но был усыновлён кем-то из Аппулеев — либо Луцием Аппулеем Сатурнином, либо кем-то из его родственников. Канадский антиковед Грэхем Самнер предположил, что родным отцом Гая мог быть Публий Деций Субулон (претор 115 года до н. э.), а приёмным — сын Гая Аппулея Сатурнина, квинквевира в 168 году до н. э. В этом случае Луцию Сатурнину Дециан мог приходиться номинальным троюродным братом.
О биографии Гая Аппулея известно немногое. Учитывая дату трибуната и требования закона Виллия о возрастных порогах для магистратур, рождение Дециана может быть датировано примерно 126 годом до н. э. Народным трибуном он стал в 99 или 98 году до н. э. — либо вместе с Луцием Аппулеем Сатурнином, вскоре убитым оптиматами, либо через год после этих событий. Дециан постарался отомстить людям, причастным к этому убийству. В частности, он привлёк к суду Луция Валерия Флакка, чей двоюродный брат того же имени руководил расправой над сторонниками Сатурнина. О сути обвинения и исходе дела ничего не известно. Учёные предполагают, что речь шла о нарушениях, допущенных при избрании Флакка курульным эдилом, и что приговор был оправдательным (в противном случае Луций Валерий не смог бы продолжить карьеру).
Во время трибуната Дециан инспирировал ещё один судебный процесс. Он предъявил обвинение Публию Фурию — одному из коллег и союзников Сатурнина, перешедшему на сторону сенатской «партии». Сообвинителем был ещё один трибун, Гай Канулей (Аппиан упоминает в связи с этим судебным процессом только его). На этот раз Гаю Аппулею, по словам Валерия Максима, «принесли погибель собственные слова: ведь, обвиняя перед рострами Публия Фурия за порочнейшую жизнь и в какой-то части своей речи осмелившись упомянуть о смерти Сатурнина, он не только не добился осуждения, но и сам получил наказание, предназначенное Фурию». В результате Дециану пришлось уйти в изгнание. О его дальнейшей судьбе ничего не известно.
Валерий Максим называет Гая Аппулея «мужем безукоризненной честности».

## Потомки
В 59 году до н. э., когда судили ещё одного Луция Валерия Флакка (подсудимый начала 90-х годов до н. э. был его отцом), дополнительным обвинителем был ещё один Гай Аппулей Дециан. Это мог быть сын народного трибуна.